# Frans Vilhelm von Frenckell

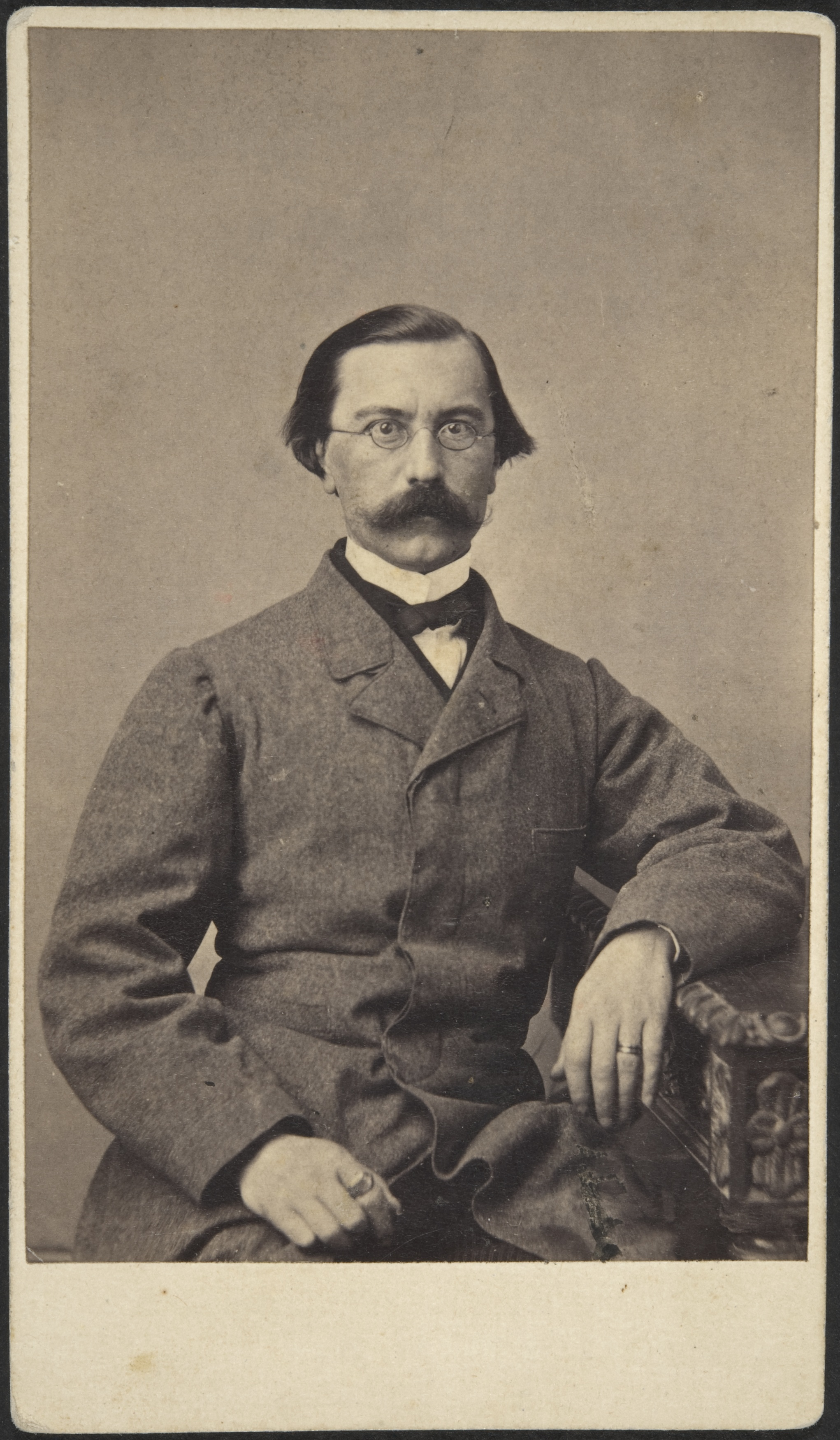
Frans Vilhelm Frenckell år 1867.

Frans Vilhelm von Frenckell, till 1868 Frenckell, född 19 mars 1821 i Åbo, död 24 maj 1878 i Montreux, var en finländsk industrialist. Han var son till Johan Christopher Frenckell (1789–1844), bror till Otto Reinhold Frenckell och farfar till Rafael Theodor von Frenckell och Erik von Frenckell.
Frenckell gjorde inom flera områden betydelsefulla insatser för Finlands ekonomiska utveckling. 1841-42 införde han maskiner vid den Frenckellska firmans pappersbruk i Tammerfors, som därigenom blev Finlands första maskinpappersbruk. Frenckell anlade vidare en av grundarna av Gaslysnings ab i Helsingfors. Han intresserade sig även för jordbrukets främjande, och var den förste som införde såningsmaskiner i Finland. Frenckell försökte även få till stånd exportmejerier. Han var medlem av lantdagarna 1863–1864, 1867 (då han var talman för borgarståndet) samt 1872.